# New York Film Critics Circle Award al miglior attore protagonista
Il New York Film Critics Circle Award al miglior attore protagonista (New York Film Critics Circle Award for Best Actor) è un premio assegnato annualmente dal 1935 dai membri del New York Film Critics Circle al miglior interprete maschile protagonista di un film distribuito negli Stati Uniti nel corso dell'anno.

## Albo d'oro

### Anni 1930
- 1935: Charles Laughton - La tragedia del Bounty (Mutiny on the Bounty) e Il maggiordomo (Ruggles of Red Gap)
- 1936: Walter Huston - Infedeltà (Dodsworth)
- 1937: Paul Muni - Emilio Zola (The Life of Emile Zola)
- 1938: James Cagney - Gli angeli con la faccia sporca (Angels with Dirty Faces)
- 1939: James Stewart - Mr. Smith va a Washington (Mr. Smith Goes to Washington)

### Anni 1940
- 1940: Charlie Chaplin - Il grande dittatore (The Great Dictator)
- 1941: Gary Cooper - Il sergente York (Sergeant York)
- 1942: James Cagney - Ribalta di gloria (Yankee Doodle Dandy)
- 1943: Paul Lukas - Quando il giorno verrà (Watch on the Rhine)
- 1944: Barry Fitzgerald - La mia via (Going My Way)
- 1945: Ray Milland - Giorni perduti (The Lost Weekend)
- 1946: Laurence Olivier - Enrico V (The Chronicle History of King Henry the Fift with His Battell Fought at Agincourt in France)
- 1947: William Powell - The Senator Was Indiscreet e Vita col padre (Life with Father)
- 1948: Laurence Olivier - Amleto (Hamlet)
- 1949: Broderick Crawford - Tutti gli uomini del re (All the King's Men)

### Anni 1950
- 1950: Gregory Peck - Cielo di fuoco (Twelve O'Clock High)
- 1951: Arthur Kennedy - Vittoria sulle tenebre (Bright Victory)
- 1952: Ralph Richardson - Ali del futuro (The Sound Barrier)
- 1953: Burt Lancaster - Da qui all'eternità (From Here to Eternity)
- 1954: Marlon Brando - Fronte del porto (On the Waterfront)
- 1955: Ernest Borgnine - Marty, vita di un timido (Marty)
- 1956: Kirk Douglas - Brama di vivere (Lust for Life)
- 1957: Alec Guinness - Il ponte sul fiume Kwai (The Bridge on the River Kwai)
- 1958: David Niven - Tavole separate (Separate Tables)
- 1959: James Stewart - Anatomia di un omicidio (Anatomy of a Murder)

### Anni 1960
- 1960: Burt Lancaster - Il figlio di Giuda (Elmer Gantry)
- 1961: Maximilian Schell - Vincitori e vinti (Judgment at Nuremberg)
- 1962: cerimonia annullata
- 1963: Albert Finney - Tom Jones
- 1964: Rex Harrison - My Fair Lady
- 1965: Oskar Werner - La nave dei folli (Ship of Fools)
- 1966: Paul Scofield - Un uomo per tutte le stagioni (A Man for All Seasons)
- 1967: Rod Steiger - La calda notte dell'ispettore Tibbs (In the Heat of the Night)
- 1968: Alan Arkin - L'urlo del silenzio (The Heart Is a Lonely Hunter)
- 1969: Jon Voight - Un uomo da marciapiede (Midnight Cowboy)

### Anni 1970
- 1970: George C. Scott - Patton, generale d'acciaio (Patton)
- 1971: Gene Hackman - Il braccio violento della legge (The French Connection)
- 1972: Laurence Olivier - Gli insospettabili (Sleuth)
- 1973: Marlon Brando - Ultimo tango a Parigi
- 1974: Jack Nicholson - Chinatown e L'ultima corvé (The Last Detail)
- 1975: Jack Nicholson - Qualcuno volò sul nido del cuculo (One Flew Over the Cuckoo's Nest)
- 1976: Robert De Niro - Taxi Driver
- 1977: John Gielgud - Providence
- 1978: Jon Voight - Tornando a casa (Coming Home)
- 1979: Dustin Hoffman - Kramer contro Kramer (Kramer vs. Kramer)

### Anni 1980
- 1980: Robert De Niro - Toro scatenato (Raging Bull)
- 1981: Burt Lancaster - Atlantic City, USA
- 1982: Ben Kingsley - Gandhi
- 1983: Robert Duvall - Tender Mercies - Un tenero ringraziamento (Tender Mercies)
- 1984: Steve Martin - Ho sposato un fantasma (All of Me)
- 1985: Jack Nicholson - L'onore dei Prizzi (Prizzi's Honor)
- 1986: Bob Hoskins - Mona Lisa
- 1987: Jack Nicholson - Dentro la notizia - Broadcast News (Broadcast News), Ironweed e Le streghe di Eastwick (The Witches of Eastwick)
- 1988: Jeremy Irons - Inseparabili (Dead Ringers)
- 1989: Daniel Day-Lewis - Il mio piede sinistro (My Left Foot: The Story of Christy Brown)

### Anni 1990
- 1990: Robert De Niro -  Risvegli (Awakenings) e Quei bravi ragazzi (Goodfellas)
- 1991: Anthony Hopkins - Il silenzio degli innocenti (The Silence of the Lambs)
- 1992: Denzel Washington - Malcolm X
- 1993: David Thewlis - Naked - Nudo (Naked)
- 1994: Paul Newman - La vita a modo mio (Nobody's Fool)
- 1995: Nicolas Cage - Via da Las Vegas (Leaving Las Vegas)
- 1996: Geoffrey Rush - Shine
- 1997: Peter Fonda - L'oro di Ulisse (Ulee's Gold)
- 1998: Nick Nolte - Affliction
- 1999: Richard Farnsworth - Una storia vera (The Straight Story)

### Anni 2000
- 2000: Tom Hanks - Cast Away
- 2001: Tom Wilkinson - In the Bedroom
- 2002: Daniel Day-Lewis - Gangs of New York
- 2003: Bill Murray - Lost in Translation - L'amore tradotto (Lost in Translation)
- 2004: Paul Giamatti - Sideways - In viaggio con Jack (Sideways)
- 2005: Heath Ledger - I segreti di Brokeback Mountain (Brokeback Mountain)
- 2006: Forest Whitaker - L'ultimo re di Scozia (The Last King of Scotland)
- 2007: Daniel Day-Lewis - Il petroliere (There Will Be Blood)
- 2008: Sean Penn - Milk
- 2009: George Clooney - Tra le nuvole (Up in the Air) e Fantastic Mr. Fox

### Anni 2010
- 2010: Colin Firth - Il discorso del re (The King's Speech)
- 2011: Brad Pitt - L'arte di vincere (Moneyball) e The Tree of Life
- 2012: Daniel Day-Lewis - Lincoln
- 2013: Robert Redford - All Is Lost - Tutto è perduto (All Is Lost)
- 2014: Timothy Spall - Turner (Mr. Turner)
- 2015: Michael Keaton - Il caso Spotlight (Spotlight)
- 2016: Casey Affleck - Manchester by the Sea
- 2017: Timothée Chalamet - Chiamami col tuo nome (Call Me by Your Name)
- 2018: Ethan Hawke - First Reformed - La creazione a rischio (First Reformed)
- 2019: Antonio Banderas - Dolor y gloria

### Anni 2020
- 2020: Delroy Lindo - Da 5 Bloods - Come fratelli (Da 5 Bloods)
- 2021: Benedict Cumberbatch - Il potere del cane (The Power of the Dog)[2]
- 2022: Colin Farrell - Gli spiriti dell'isola (The Banshees of Inisherin) e After Yang[3]
- 2023: Franz Rogowski - Passages[4]
- 2024: Adrien Brody – The Brutalist [5]